# سیریق
سیریق (به لاتین: Sırıq) یک منطقه مسکونی در جمهوری آذربایجان است که در شهرستان یاردیملی واقع شده است. سیریق ۶۱۶ نفر جمعیت دارد.